# Över Atlanten
Över Atlanten är en svensk realityserie som hade premiär 2019. Deltagarna är kändisar som saknar större seglarerfarenhet, innan de tillsammans ger sig av för att segla över Atlanten. Programmet är en svensk version av det finländska programmet Atlantin yli, som är skapat av Rabbit Films.

## Historik
Programmet hade sin premiärsäsong 2019 i Kanal 5. Seglatsen avgick från Maspalomas på Gran Canaria mot Saint-Martin i Karibiska havet, med världsomseglaren Gunnar "Gurra" Krantz som skeppare. Krantz har sedan varit skeppare i alla säsonger förutom den tredje, sänd 2021 då Klabbe Nylöf var skeppare. Över Atlanten har sänts i åtta säsonger.
Över Atlanten vann Kristallen 2022 som "Årets realityprogram".
För deltagarna från säsong 3 blev intresset för att fortsätta segla så starkt att de ställde upp i Gotland runt några månader efter seglingen över Atlanten. Dom placerade sig på en 2:a plats i klassen och blev 3:a totalt av alla båtar som deltog.[källa behövs]

### Båttyper
Båttypen har varierat mellan säsongerna. I säsong 1 (2019) användes en Swan 77 (ca 24 m) från finska Nautor, som i något skede hade förlängts en aning, enligt Gurra Krantz. I säsong 2 (2020) seglades en Swan 66 FD (Flush Deck), en 66 fot (ca 20 m) lång "cruiser-racer". I säsong 3 (2021) seglades en Moody 62, en 62 fot (ca 19 m) lång "world cruiser". Enligt kapten Klabbe Nylöf klarade båten seglingen över Atlanten över förväntan, trots att den egentligen inte är dimensionerad för en sådan segling med hård vind dag ut och dag in. Detta var första och enda gången man inte använde en Swan-båt. I säsong 4 (2022) seglades en Swan 601, en 60 fots (18 m) Swan återigen från tillverkaren Nautor. Man valde då en något mindre båt som skulle göra det tuffare för deltagarna än tidigare säsonger, då mer sköttes manuellt. Båten hade till exempel inga elvinschar eller rullfockar och motorn användes sparsamt. Emellertid var inte skicket och underhållet av båten i topp, vilket gjorde att mycket gick sönder under överfarten. I säsong 5 (2022) seglades med Gurra Krantz egen Swanbåt (Nautor Swan) på 70 fot, vilket motsvarar ungefär 21 meter. Båten är något större än de som använts under tidigare säsonger. Produktionen hade tröttnat på att leta efter båt år efter år så därför används nu Krantz egen båt.[källa behövs]

## Deltagare

### Säsong 1[8]
- Gunnar "Gurra" Krantz (skeppare)
- Agneta Sjödin (programledare)
- Viktor Frisk (bloggare och artist)
- Thomas Wassberg (före detta  längdskidåkare)
- Peter Magnusson (skådespelare)
- Anna Lindberg (före detta  simhoppare)
- Markus Aujalay (kock)

### Säsong 2[3]
- Gunnar "Gurra" Krantz (skeppare)
- Sofia Wistam (programledare)
- Frida Hansdotter (före detta  skidåkare)
- Tareq Taylor (kock)
- Henrik Larsson (före detta  fotbollsspelare)
- Tommy Nilsson (artist)
- Klas Eriksson (komiker)

### Säsong 3[9]
- Claes Harald ”Klabbe” Nylöf (skeppare)
- Jessica Almenäs (programledare)
- Eva Röse (skådespelare)
- Özz Nujen (skådespelare)
- Marko Lehtosalo (artist)
- Anders Limpar (före detta  fotbollsspelare)
- Paul Svensson (kock)

### Säsong 4[10]
- Gunnar "Gurra" Krantz (skeppare)
- Erik Ekstrand (programledare)
- Kennet Andersson (före detta  fotbollsspelare)
- Casper Janebrink (artist och låtskrivare)
- Loreen (artist)
- Linus Wahlgren (skådespelare)
- Ann Wilson (dansare)

### Säsong 5[11]
- Gunnar "Gurra" Krantz (skeppare)
- Hans Fahlén (programledare)
- Mikkey Dee (trummis)
- Julia Dufvenius (skådespelare)
- Nassim Al Fakir (barnprogramledare och musiker)
- Maria Montazami (TV-personlighet)
- Anders Svensson (före detta  fotbollsspelare)

### Säsong 6[12]
- Gunnar "Gurra" Krantz (skeppare)
- Anders Öfvergård (programledare)
- Malin Gramer (programledare)
- Jessica Andersson (artist)
- Tobias Blom (trollkarl)
- Hampus Hedström (komiker och skådespelare)
- Björn Kjellman (skådespelare)

### Säsong 7[13]
- Gunnar "Gurra" Krantz (skeppare)
- Peter Forsberg (före detta  ishockeyspelare)
- Anders "Ankan" Johansson (komiker)
- Dante Zia (kock)
- Clara Henry (skådespelare)
- Suzanne Reuter (skådespelare)
- Kristoffer Appelquist (komiker)

### Säsong 8[14]
- Gunnar "Gurra" Krantz (skeppare)
- Janne Andersson (före detta fotbollstränare)
- Magdalena Forsberg (före detta skidskytt)
- Alexander Karim (skådespelare)
- Filip Lamprecht (TV-profil)
- Emma Molin (skådespelare)
- Johan Petersson (komiker)

### Säsong 9 (kommande, hösten 2025)[15]
- Gunnar "Gurra" Krantz (skeppare)
- Victor Leksell (artist)
- Anna Lindmarker (före detta nyhetsankare)
- Pontus Bjernekull Mörner (komiker)
- Mikael Lustig (före detta fotbollsspelare)
- Susanne Thorson (skådespelare)
- Per Fritzell (komiker och skådespelare)
- Gustaf Hammarsten (skådespelare)